# Vellevans
Vellevans – miejscowość i gmina we Francji, w regionie Burgundia-Franche-Comté, w departamencie Doubs.
Według danych na rok 1990 gminę zamieszkiwało 207 osób, a gęstość zaludnienia wynosiła 15 osób/km² (wśród 1786 gmin Franche-Comté Vellevans plasuje się na 539. miejscu pod względem liczby ludności, natomiast pod względem powierzchni na miejscu 259.).